# Стаберии
Стабе́рии (лат. Staberii) — малоизвестный плебейский род в Древнем Риме, наиболее известный своими представителями, начиная с конца существования Республики. Среди членов данного рода можно выделить следующих личностей:
- Стаберий Эрот (II—I вв. до н. э.), знаменитый грамматик времён диктатуры Суллы, уроженец Сирии. Безвозмездно обучал детей проскрибированных. В числе его учеников были будущие организаторы убийства Цезаря — Гай Кассий и Марк Юний Брут[1][2];
- Луций Стаберий (ум. после 48 до н. э.), участник гражданской войны в Риме 49—45 гг. до н. э., легат Гнея Помпея. Будучи направлен последним в Иллирию, занял её главный торговый центр — Аполлонию. При извещении о приближении к городу цезарианцев бежал[3][4][5];
- Квинт Стаберий (I в. до н. э[6].), упоминаемый Цицероном в письме к Титу Помпонию Аттику зажиточный римлянин[6][7]. По-видимому, родственник предыдущего;
- Публий Стаберий, либертин Публия (ум. после 30 до н. э[8][9].), вольноотпущенник некоего Публия Стаберия, чьё имя упоминается в двух групповых надписях из Рима, датируемым промежутком между 30 и 21 годом до н. э[8][9].;
- Стаберия, либертина Публия, Хилара (ум. после 30 до н. э[8][9].), являлась, как и предыдущий, вольноотпущенницей того же П. Стаберия, имя которой фигурирует в двух групповых римских надписях, датируемых периодом между 30 и 21 годом до н. э[8][9].;
- Тит Стаберий, сын Тита, Секунд[10] (ум. после 78), военачальник времён правления императора Веспасиана, начальник конницы в Нижней Германии[11];
- Марк Помпей Сильван Стаберий Флавиан (ум. 82), государственный деятель периода ранней Римской империи. В 69 году назначен императорским легатом-пропретором провинции Далмация. Двукратный консул-суффект (в 45 и 74 гг.). Домициан сделал Марка консулом-суффектом и на 83 год, но тот скончался до вступления в должность[12].